# Fashion Follies (film 1923)
Fashion Follies è un cortometraggio muto del 1923 scritto e diretto da Albert Herman (come Al Herman). Nel cast, appare Doris Eaton, che era stata una delle bellissime Ziegfeld Girls.

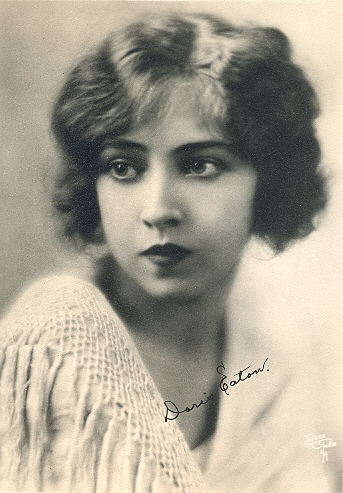
Doris Eaton (1922)

## Produzione
Il film fu prodotto dalla Century Film.

## Distribuzione
Distribuito dall'Universal Pictures, il film - un cortometraggio in due bobine - uscì nelle sale cinematografiche USA il 27 ottobre 1923.